# کسل گرین (لندن)
کَسِل گرین (انگلیسی: Castle Green, London) پارکی است در حومه منطقه بارکینگ و دگنهام لندن، انگلستان است. این محل نزدیک به کریک‌ماوث و بخشی از املاک بی‌کانتری است.
کسل گرین شامل دبیرستان، مدرسه کامیونیتی جو ریچاردسون، یک کتابخانه، تئاتر، هنرکده و محل‌های کنفرانس، امکانات ورزشی است که ورزشگاه خانگی باشگاه راگبی بارکینگ (Barking RFC) و یک مرکز اجتماعی در آن قرار دارد.

## تاریخچه
این منطقه رعیت نشین در قرن هجدهم بود که در دوران بزرک مالکی در زمان قرون وسطی تحت سلطه مالکان قرار داشت. برخی از مکانهای این منطقه برای کشت و کار و گسترش شهر تخریب شده‌است.